# カルビン・リドリー
カルビン・オリン・リドリー（Calvin Orin Ridley, 1994年12月20日 - ）は、アメリカ合衆国フロリダ州フォートローダーデール出身のプロアメリカンフットボール選手。NFLのテネシー・タイタンズに所属している。ポジションはワイドレシーバー。

## 経歴

### カレッジ
アラバマ大学では1年目の2015年シーズンから出場機会を得た。フロリダ大学とのSECチャンピオンシップでは102レシーブ獲得ヤードを記録。CFPナショナルチャンピオンシップの準決勝にあたるミシガン州立大学とのコットンボウルでは138レシーブ獲得ヤード、2つのレシービングTDを記録した。クレムソン大学とのチャンピオンシップでは14レシーブ獲得ヤードと抑え込まれたが、チームは勝利して優勝した。
2016年シーズンは769レシーブ獲得ヤード、7つのレシービングTDを記録した。チームは2年連続でCFPナショナルチャンピオンシップに出場したが、クレムソン大学に敗れ連覇を逃した。
2017年シーズンは967レシーブ獲得ヤード、5つのレシービングTDを記録し、オールSECファーストチームに選出された。チームは3年連続でCFPナショナルチャンピオンシップに出場し、ジョージア大学に勝利して2年ぶりに優勝した。このシーズン終了後、2018年のNFLドラフトにアーリーエントリーした。

#### 個人成績
| シーズン | チーム   | 試合 | レシーブ | レシーブ | レシーブ | レシーブ |
| シーズン | チーム   | 試合 | Rec      | Yds      | Avg      | TD       |
| -------- | -------- | ---- | -------- | -------- | -------- | -------- |
| 2015     | アラバマ | 15   | 89       | 1,045    | 11.7     | 7        |
| 2016     | アラバマ | 15   | 72       | 769      | 10.7     | 7        |
| 2017     | アラバマ | 14   | 63       | 967      | 15.3     | 5        |
| 通算     | 通算     | 44   | 224      | 2,781    | 12.4     | 19       |

### アトランタ・ファルコンズ
2018年のNFLドラフトにて全体28位でアトランタ・ファルコンズから指名され、その後4年総額1,090万ドルのルーキー契約を結んだ。

#### 2018年シーズン
| 身長                        | 体重           | 腕 の 長 さ       | 手 の 大 き さ   | 40Yrd ダ ッ シ ュ | 10Yrd ス プ リ ッ ト | 20Yrd ス プ リ ッ ト | 20Yrd シ ャ ト ル | 3 コ 丨 ン ド リ ル | 垂 直 跳 び   | 立 ち 幅 跳 び     | ベ ン チ プ レ ス |
| --------------------------- | -------------- | ----------------- | ---------------- | ----------------- | -------------------- | -------------------- | ----------------- | ------------------- | ------------- | ------------------ | ----------------- |
| 6 ft 0+1⁄2 in (184 cm)      | 189 lb (86 kg) | 31+5⁄8 in (80 cm) | 9+1⁄8 in (23 cm) | 4.43 s            | 1.55 s               | 2.60 s               | 4.37 s            | 6.88 s              | 31 in (79 cm) | 9 ft 2 in (2.79 m) | 15 回             |
| All values from NFL Combine |                |                   |                  |                   |                      |                      |                   |                     |               |                    |                   |

第3週のニューオーリンズ・セインツ戦で146レシーブ獲得ヤード、3つのレシービングTDを記録した。第17週のタンパベイ・バッカニアーズ戦でシーズン10個目のレシービングTDを記録し、ファルコンズのルーキーによるシーズン最多記録を更新した。

#### 2019年シーズン
第11週のカロライナ・パンサーズ戦でシーズン最多となる146レシーブ獲得ヤードを記録した。このシーズンは866レシーブ獲得ヤード、7つのレシービングTDを記録した。

#### 2020年シーズン
開幕から3試合連続で100レシーブ獲得ヤードを記録するなど好調で、第15週のバッカニアーズ戦では163レシーブ獲得ヤードを記録した。このシーズンは最終的に1,374レシーブ獲得ヤード、9つのレシービングTDを記録し、オールプロセカンドチームに選出された。シーズン終了後には、足を骨折した状態で試合に出続けていたことを明らかにした。

#### 2021年シーズン
開幕前にファルコンズから5年目の契約オプションを行使された。このシーズンは5試合に出場した後にメンタルヘルスの問題を発症し、治療に専念するために離脱した。
2022年3月7日に、チームから離れている間にNFLの試合で賭博を行っていたことが発覚し、無期限の出場停止処分を受けた。2022年シーズンの年俸1,110万ドルは支払われない。

### ジャクソンビル・ジャガーズ
処分中の2022年11月1日に、2023年のドラフト6巡目指名権、2024年の4巡目指名権とのトレードで、ジャクソンビル・ジャガーズへ移籍した。
2022年シーズンは前述の処分により試合に出場することはなかった。シーズン終了後に処分解除を申請し、処分が下されてから約1年が経過した2023年3月6日に受理され、2023年シーズンからの復帰が決まった。また、NFLの背番号制度が変わって0番が着用できるようになり、ジャガーズで最初に0番を着用する選手となった。
2023年シーズンは開幕から全17試合に出場し、いずれもチームトップとなる1,016レシーブ獲得ヤード、8レシービングTDを記録した。

### テネシー・タイタンズ
2024年3月15日にテネシー・タイタンズと4年総額9,200万ドルの契約を結んだ。
2024年シーズンは全17試合に出場し、1,017レシーブ獲得ヤード、4レシービングTDを記録した。

## 人物
2021年9月12日の試合中に、自宅が強盗被害に遭ったことがある。